# Cuora
Cuora je rod z čeledi batagurovití. Zahrnuje 14 druhů. Želva hranatá (Cuora mouhotii) je často považována za náležící do tohoto rodu, ale je také často řazena do samostatného rodu Pyxidea.

## Popis
Vyznačují se nízkou (např. Cuora pani) i vysokou (např. Cuora picturata) kopulí karapaxu, který má obvykle tři kýly. Jsou načervenalé, nažloutlé, hnědošedé nebo černé barvy. Některé druhy mají jasně žluté, černé, oranžové nebo bílé pruhy podél kýlů. Barva jejich těla je velmi variabilní, ale většinou velmi intenzivní. Většina druhů má pruhy různé barvy po obou stranách hlavy, které se setkávají obvykle u nosu.
Nejsou často v zajetí odchované, vzhledem k vysokým požadavkům na péči, ale aklimatizovaní chovaní jedinci mohou být velmi vytrvalí. Je velmi důležité, jako u čeledi batagurovitých obecně, řádně identifikovat druhy a držet je odděleně, neboť při jejich křížení hrozí velké riziko vzniku sterilních hybridů.
Jsou známé nejmenované hybridy několika druhů želv rodu Cuora, jako jsou mezirodoví kříženci Mauremys iversoni, kříženci mezi Cuora trifasciata a Mauremys mutica kteří jsou záměrně vyrábění v čínských želvích farmách.

## Rozšíření a potrava
Rod se vyskytuje od Ásámu po celém jihovýchodě a středu Asie k jižní Číně, na severovýchod do Japonska a v Indonésii a na Filipínách. Jsou suchozemské, polovodní nebo převážně vodní, svůj čas převážně tráví na okraji mělkých močálů a potoků, nebo rybníka, kde je hustá vegetace. Většina z nich je všežravá, ale najdou se mezi nimi i dravci.

## Druhy
- C. amboinensis – želva amboinská
- C. aurocapitata – želva zlatohlavá
- C. bourreti
- C. evelynae
- C. flavomarginata – želva lemovaná
- C. galbinifrons – želva žlutočelá
- C. mccordi – želva McCordova
- C. mouhotii – želva hranatá
- C. pani – želva Panova
- C. picturata
- C. trifasciata – želva třípásá
- C. yunnanensis – želva yunnanská
- C. zhoui – želva Zhouova
- C. serrata (mezirodový hybrid)[1]